# Sophus Broch
Henrik Sophus Boldæus Broch, född den 23 november 1819 i Bragernes, Buskerud, död den 19 oktober 1905 i  Kristiania, var en norsk rättslärd.
Broch blev candidatus juris 1846, expeditionssekreterare 1864, justitiarius i Kristiania stiftsoverret 1880 och konstituerad generalauditör 1889. Åren 1860–1904 var han lärare i kyrkorätt vid det praktisk-teologiska seminariet vid Kristiania universitet. Han utgav 1904 handboken Norsk kirkeret. Broch stod den Johnsonska riktningen nära och var aktiv i den kyrkliga debatten.